# Barbus sylvaticus
Barbus sylvaticus е вид лъчеперка от семейство Шаранови (Cyprinidae). Видът е застрашен от изчезване.

## Разпространение
Разпространен е в Бенин и Нигерия.

## Описание
На дължина достигат до 1,9 cm.